# Copla real
La copla real es una composición estrófica formada por 10 versos octosílabos de arte menor. 
La rima es consonante, y su esquema es abaabcdccd.  
Como la quintilla, al igual que la redondilla, no tenía vida independiente en la Edad Media; a veces se fundían dos quintillas para dar lugar a la estrofa denominada copla real, unión que hoy en día se ha denominado falsa décima.
He aquí un ejemplo de copla real de Juan de Timoneda, de su obra Paso de la razón y la fama:
¡Oh altíssima cordura
a do todo el bien consiste,
yo llena de hermosura
de tu divina apostura
razón digna me heziste;
yo soy diuina en el cielo
porque de ti soy mandada;
yo soy de tan alto vuelo;
yo soy la que en este suelo
jamás me conturba nada!